# Chuck Adams (pseudonym)
Chuck Adams är en pseudonym som ofta angavs som författarnamn till västernromaner utgivna av det engelska förlaget Badger Books i serierna Lariat Westerns (numrerade LW-1 till LW-77) och Blazing Westerns (BW-1 till BW-60). Bakom pseudonymen fanns författare som John Glasby och Edwin Charles Tubb (även kallad E.C. Tubb).
Omkring hälften av böckerna översattes till svenska och utgavs främst av Pingvinförlaget i serierna Bravo och Pingvinböckerna. Ytterligare böcker utgavs av B. Wahlströms Bokförlag och Bokförlaget Trots.

### Romaner utgivna under pseudonymen Chuck Adams
- The man from Abilene (Ensam mot våldet, 1963, Bravo 2, Med livet som insats, 1980, Mustang 230)
- Showdown in Sierra (Knockout bland bergen, 1963, Bravo 8, Land utan lag, 1980, Sheriff 150)
- The violent breed (Stulna diamanter, 1963, Bravo 11)
- Lynch law (En sheriff i galgen, 1963, Bravo 15)
- Brand of the hunted (Ondskans prärie, 1964, Bravo 17)
- The savage gun (Mord planeras, 1964, Bravo 18, Duell i Sundown, 1981, Mustang 234)
- The rimriders (En skur av bly, 1964, Bravo 19, Våldets väg, 1981, Sheriff 154)
- Fend (Djävulens utpost, 1964, Bravo 26)
- Thunder in the dust (Ingen väg tillbaka, 1964, Bravo 28)
- Thunder at Abilene (Diligens till helvetet, 1965, Bravo 29)
- Trouble shooter (Han kom för att döda, 1965, Bravo 31, Fångad i fällan, 1982, Mustang 242)
- The lone gun (Ensam revolver, 1965, Bravo 33)
- Range vengeance (Blodet flödar förgäves, 1965, Bravo 34)
- The landbreakers (Mord på Mississippi, 1965, Bravo 35)
- The time of the lawman (Sheriffens sista strid, 1965, Bravo 40)
- High vengeance (Den enögde banditen, 1966, Bravo 44, Dödens dal, 1980, Sheriff 152)
- Gunsmoke breed (Hatet dör långsamt, 1966, Bravo 52, Rid mot döden, 1967, Topp Wild-West 66)
- The rawhide ones (Mord i bakhåll, 1967, Bravo 60)
- The loner (Ensam ryttare, 1967, Bravo 61)
- Ambush (Bakhållet, 1967, Bravo 64)
- Outlaw territory (Fasans minut, 1967, Bravo 68)
- Who rides with vengeance (Ta sin hämnd, 1982, Wild West 82)
- The gunhawk (Ont krut, 1963, Pingvinböckerna 330, Gränsligan, 1984, Bästa Västern 99)
- Hired gun (Lejd mördare, 1963, Pingvinböckerna 332)
- Stranger with a gun (Väpnad främling, 1963, Pingvinböckerna 337)
- Hang the hellion high (Den maktgalna, 1963, Pingvinböckerna 342, Shannon ska dö, 1980, Mustang 228)
- The drifter (Terror i Västern, 1963, Pingvinböckerna 343)
- The last gun (Laglös på beställning, 1963, Pingvinböckerna 344)
- Kansas fury (Rena dynamiten, 1663, Pingvinböckerna 350)
- Heller brand (Mannen med ärret, 1963, Pingvinböckerna 353)
- Rawhide range (Vägen till Oregon, 1963, Pingvinböckerna 354)
- The wild ones (Döda talar inte, 1964, Pingvinböckerna 355)
- Day of violence (Våldets dag, 1964, Pingvinböckerna 356)
- Fugitive (Mannen utan minne, 1964, Pingvinböckerna 375)
- Sierra marshal (Helvetesjakt bland bergen, 1964, Pingvinböckerna 380)
- Gun range (I Västerns våld, 1965, Pingvinböckerna 383)
- Night of the gunhawk (Tre tum från galgen, 1965, Pingvinböckena 388)
- Showdown (Massakern i Twin Forks, 1965, Pingvinböckerna 392)
- The hostile country (Hårda trakter, 1965, Pingvinböckerna 393, Guld och blod, 1981, Mustang 232)
- Who rides with vengeance (Hämnaren, 1965, Pingvinböckena 399)
- The lawless one (De laglösa, Pingvinböckerna 400, Natthökarna, 1984, Bästa Västern 101)
- Bitter breed (Helvetets utpost, 1965, Pingvinböckerna 402)
- Day of vengeance (Hämndens dag, 1965, Pingvinböckerna 411)
- Dakota manhunt (Tre mord för mycket, 1966, Pingvinböckerna 415)
- Danger trail (Farliga vägar, 1966, Pingvinböckerna 420)
- Riverboat renegade (Poker med döden, 1966, Pingvinböckerna 427)
- The law of the gun (Dödens ravin, 1966, Pingvinböckerna 429)
- Frontier marshal (Gränssheriffen, 1966, Pingvinböckerna 430)
- Bedlands feud (De skoningslösa, 1967, Pingvinböckerna 435)
- Guns at Rimrock (Värnlös stad, 1967, Pingvinböckerna 439)
- The gun of the gunman (Revolverns minut, 1967, Pingvinböckerna 440)
- The fighting fury (Guldfeber, 1967, Pingvinböckerna 442)
- The Texan (Texas skräck, 1967, Pingvinböckerna 443)
- The hunted (Dömd att hängas, 1967, Pingvinböckerna 444)
- Showdown at Yuma (Yumas skräck, 1967, Pingvinböckerna 446)
- The bounty rider (Mot alla odds, 1967, Pingvinböckerna 449)
- Shadow of the Colt (I Coltens skugga, 1967, Pingvinböckerna 452)
- Violence trail (Våldets väg, 1967, Pingvinböckerna 456)
- Renegade trail (Terror i Texas, 1967, Pingvinböckerna 458)
- Spawn of the badlands (Heta kulor, 1968, Pingvinböckerna 461)
- Renegade (Döda för guld, 1982, Walter Colt 9)
- The wild gun (Allt på spel, 1968, Sheriff 47)
- The last outlaw (Farligt land, 1981, Sheriff 156)
- Gunsmoke heritage (Mot alla odds, 1969, Longhorn 15)
- Law of the gun (Snyggast som död, 1970, Longhorn 18)
- Hangnose justice (Lagens gamar, 1965, Topp Wild-West 46)
- Gunhawk westward (Döda grannar - goda grannar, 1968, Topp Wild-West 75)
- okänd originaltitet (Revolver för Wells Fargo, 1964, Topp Wild-West 39)